# 卡拉其古河谷

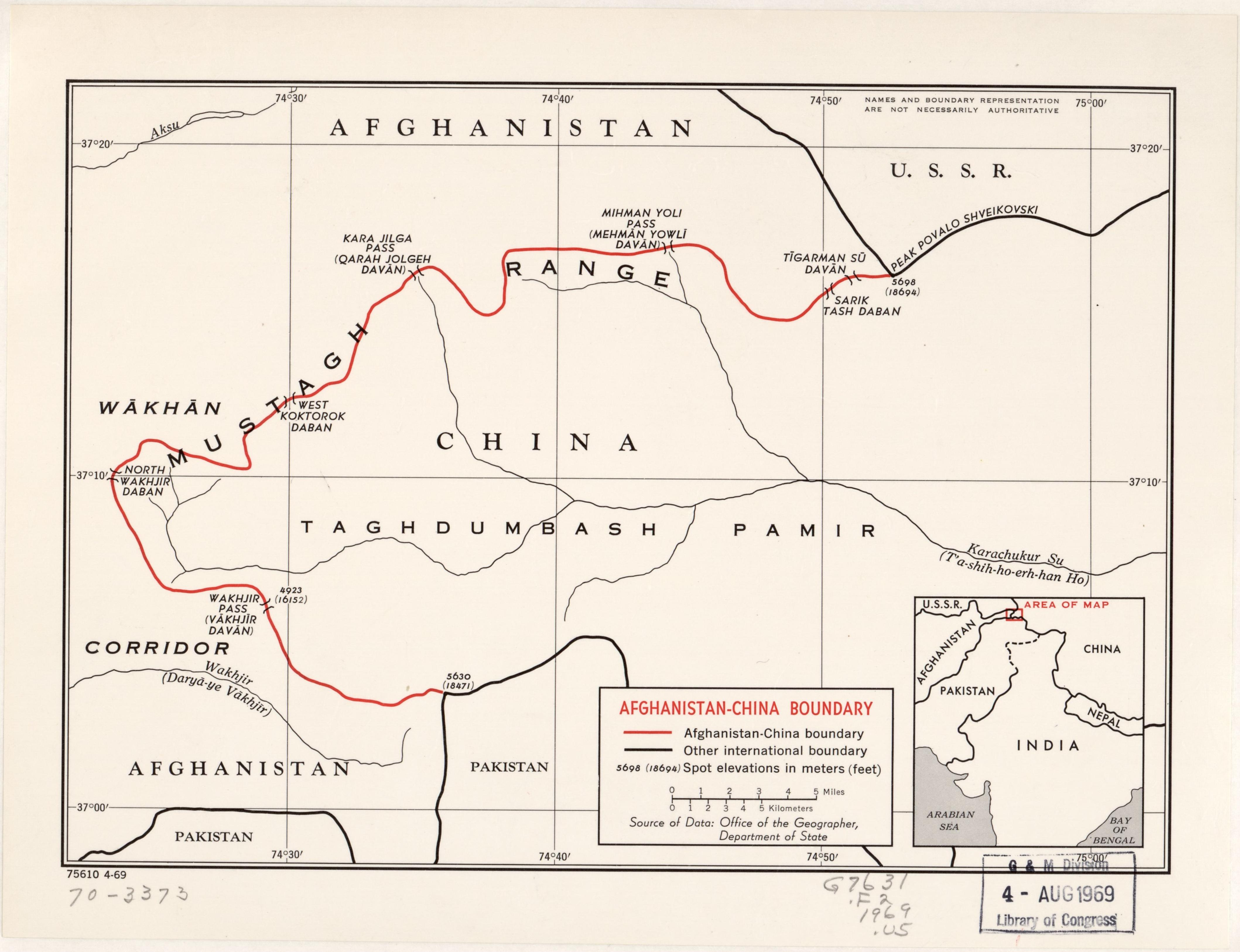
1969年美国地图所示的中阿国界各山口（阿方名称）。

卡拉其古河谷位于中国新疆喀什地区塔什库尔干塔吉克自治县向西突出，北侧为塔吉克斯坦的戈尔诺-巴达赫尚自治州穆尔加布区、西侧为阿富汗的瓦罕走廊东端的小帕米尔，南侧为巴基斯坦控制的克什米尔的上罕萨。东侧为中国的塔克敦巴什帕米尔。
卡拉其古得名于柯尔克孜语意为“黑洞”。
卡拉其古河谷是塔什库尔干自然保护区的一部分。盘羊马可波罗亚种只生存在此地。
卡拉其古河谷中自西向东流淌着卡拉其古河（或称喀拉其库尔河、卡拉秋库尔苏河、秋尔苏河），汇入塔什库尔干河。
卡拉其古河谷入口处有柯尔克孜族村庄“排依克村”（Bayik）或称“阿特加依里村”(Atejiayili)。
由于地邻阿富汗，地缘安全十分显著。。对旅游者不开放，但本地牧民一般聘为“护边员”。
2017年3月，CCTV-7的《军事纪实》栏目多期系列报道了卡拉其古河谷的边防。

2021年塔吉克总统提议中国增加对塔吉克军队的军事援助，
同时为塔吉克军方兴建一处新的军事基地位于瓦罕走廊西北部塔吉克斯坦伊什卡西姆县(Ishkoshim District)的军事基地。作为交换，塔吉克将把邻近中国新疆的穆尔加布县(Murghob District)沙伊马克村(Shaymak)的军事基地完全转交给中国。
沙伊马克村军事基地距离塔吉克的库利马(Kulma)通关口岸有不到100公里，距离中国-塔吉克的排依克山口、纳兹塔什山口 和中国-阿富汗的托克满苏达坂不到50公里。

## 山口
- 塔吉克斯坦 - 排依克山口
- 阿富汗- 国界沿着穆斯塔格山脉的分水岭，从南向北转向东依次有：高程为4923米的瓦根基达坂（南瓦根基达坂、阿方称瓦根基山口、北瓦根基达坂、西克克吐鲁克达坂、东克克吐鲁克达坂（阿方称卡拉吉勒尕山口）、托克满苏达坂（托克满素山口，阿方称米赫满育里山口）、沙拉克他什达坂、克克拉去考勒达坂（阿方称铁盖满苏山口）。
- 巴基斯坦 - 基里克达坂,明铁盖达坂

斯坦因认为公元649年玄奘归国时途径瓦根基达坂。但有历史地理学者认为玄奘赴天竺时途径了排依克山口。
| 名称             | 地点                                            |
| ---------------- | ----------------------------------------------- |
| 红其拉甫边防连   | 36°56′00″N 75°33′16″E / 36.933333°N 75.554444°E |
| 红其拉甫前哨     | 36°51′00″N 75°25′40″E / 36.85°N 75.427778°E     |
| 克克吐鲁克边防连 | 37°09′25″N 74°39′32″E / 37.157°N 74.658889°E    |
| 科西拜勒前哨     | 37°06′41″N 74°40′31″E / 37.111389°N 74.675278°E |
| 托克满苏边防连   | 37°09′39″N 74°49′11″E / 37.160722°N 74.819722°E |
| 明铁盖边防连     | 37°07′22″N 75°01′00″E / 37.122778°N 75.016667°E |
| 卡拉其古边防连   | 37°12′36″N 75°22′34″E / 37.21°N 75.376°E        |
| 卡拉苏口岸       | 38°11′38″N 74°55′28″E / 38.193889°N 74.924444°E |
| 卡拉苏前哨       | 38°09′03″N 74°48′21″E / 38.150833°N 74.805833°E |
| 斯姆哈纳边防连   | 39°41′46″N 73°55′31″E / 39.696111°N 73.925278°E |
| 吐尔尕特口岸     | 40°30′46″N 75°23′22″E / 40.512778°N 75.389444°E |
| 迈丹边防连       | 40°11′N 76°02′E / 40.19°N 76.03°E               |
| 库鲁木都克边防连 | 40°20′00″N 76°23′50″E / 40.333333°N 76.397222°E |

|  |